# Sander Svendsen
Sander Svendsen (* 6. August 1997 in Molde) ist ein norwegischer Fußballspieler.

## Verein
Svendsen debütierte am 9. Mai 2013 im Alter von 15 Jahren für die Profimannschaft von Molde FK, als er beim 4:1-Sieg gegen Aalesunds FK kurz vor Spielende vom damaligen Trainer Ole Gunnar Solskjær für Mattias Moström eingewechselt wurde. Bis zum Jahresende kam er noch zu jeweils einem Kurzeinsatz in der Liga sowie im Viertelfinale des norwegischen Pokals. Molde gewann den Pokal und qualifizierte sich damit trotz eines mittelmäßigen sechsten Platzes in der Liga für die UEFA Europa League 2014/15. In der Saison 2014 gelang dem jungen Stürmer in seinem ersten Ligaeinsatz am 4. Spieltag gegen Sarpsborg 08 FF (Endstand 5:1) auch sein erstes Pflichtspieltor. Nur drei Tage nach diesem Spiel wurde Svendsen in der ersten Runde des Pokals gegen Surnadal IL von Beginn an eingesetzt und erzielte drei der neun Treffer zum 9:0-Endstand. Sowohl in der Liga als auch im Pokal blieben dies aber die einzigen Tore, die er beim Doublegewinn seines Vereins 2014 erzielen konnte. Bei einer Zusammenstellung der britischen Tageszeitung The Guardian wurde er im gleichen Jahr als eines der 40 größten Talente des Jahrgangs 1997 aufgelistet. In der Qualifikation zur UEFA Europa League 2014/15 absolvierte er seine ersten Pflichtspiele auf internationaler Bühne. In der 3. Qualifikationsrunde scheiterte sein Klub am ukrainischen Verein Sorja Luhansk. Im Hinspiel erzielte Sander Svendsen kurz vor Abpfiff den 1:1-Ausgleich. Für das Rückspiel wurde er nicht im Kader berücksichtigt und sein Team verlor mit 1:2. In der Spielzeit 2015 erreichte er mit Molde in einer starken Europaleaguesaison das Sechzehntelfinale und scheiterte dort am späteren Turniersieger FC Sevilla.
2017 folgte dann der Wechsel zu Hammarby IF nach Schweden. Von dort wurde er knapp anderthalb Jahre später an Odds BK verliehen und anschließend vom dänischen Erstligisten Odense BK fest verpflichtet. Dieser gab ihn dann leihweise 2020 an Brann Bergen und 2021 an Odds BK ab.

## Nationalmannschaft
Von 2012 bis 2017 spielte Sander Svendsen insgesamt 25 Mal für verschiedene norwegische Jugendnationalmannschaften und erzielte dabei sechs Treffer.

## Erfolge
- Norwegischer Pokalsieger: 2013, 2014
- Norwegischer Meister: 2014

## Sonstiges
Sein jüngerer Bruder Tobias Hammer Svendsen (* 1999) ist ebenfalls Fußballprofi und spielt aktuell (2021) für Lillestrøm SK.